# Saison 17 de Doctor Who, première série
Chronologie
Saison 16 Saison 18
Cet article présente les épisodes de la dix-septième saison de la première série de la série télévisée Doctor Who.

## Distribution
- Tom Baker (V. F. : Jacques Ferrière) : Le Docteur
- Lalla Ward : Romana II
- David Brierley : K-9 Mark II (à partir de The Creature from the Pit)

## Liste des épisodes
| N°  | Part. | Titre original                         | Scénario      | Réalisation       | Première diffusion au Royaume-Uni                                       | Code | Audience (en millions) |
| --- | ----- | -------------------------------------- | ------------- | ----------------- | ----------------------------------------------------------------------- | ---- | ---------------------- |
| 104 | 1     | Destiny of the Daleks (4 épisodes)     | Terry Nation  | Ken Grieve        | 1er septembre 1979 8 septembre 1979 15 septembre 1979 22 septembre 1979 | 5J   | 13 12,7 13,8 14,4      |
| 105 | 2     | City of Death (4 épisodes)             | David Agnew   | Michael Hayes     | 29 septembre 1979 6 octobre 1979 13 octobre 1979 20 octobre 1979        | 5H   | 12,4 14,1 15,4 16,1    |
| 106 | 3     | The Creature from the Pit (4 épisodes) | David Fisher  | Christopher Barry | 27 octobre 1979 3 novembre 1979 10 novembre 1979 17 novembre 1979       | 5G   | 9,3 10,8 10,2 9,8      |
| 107 | 4     | Nightmare of Eden (4 épisodes)         | Bob Baker     | Alan Bromly       | 24 novembre 1979 1er décembre 1979 8 décembre 1979 15 décembre 1979     | 5K   | 8,7 9,6 9,4            |
| 108 | 5     | The Horns of Nimon (4 épisodes)        | Anthony Read  | Kenny McBain      | 22 décembre 1979 29 décembre 1979 5 janvier 1980 12 janvier 1980        | 5L   | 6 8,8 9,8 10,4         |
| —   | —     | Shada (6 épisodes)                     | Douglas Adams | Pennant Roberts   | Annulé                                                                  | 5M   | —                      |